# 緬甸貓海鯰
緬甸貓海鯰為輻鰭魚綱鯰形目海鯰科的其中一種，分布於亞洲緬甸淡水、半鹹水水域，體長可達24公分，棲息在底中層水域，屬肉食性。

## 擴展閱讀
維基物種上的相關：緬甸貓海鯰